# Samopše
Samopše (en allemand : Samopesch) est une commune du district de Kutná Hora, dans la région de Bohême-Centrale, en République tchèque. Sa population s'élevait à 172 habitants en 2020.

## Géographie
Samopše est arrosée par la rivière Sázava et se trouve à 3 km au sud-est du centre de Sázava, à 27 km à l'ouest-sud-ouest de Kutná Hora et à 43 km au sud-est de Prague.
La commune est limitée par Úžice au nord, par Rataje nad Sázavou à l'est, par Ledečko au sud, et par Sázava à l'ouest.

## Histoire
La première mention écrite de la localité date de 1297.

## Administration
La commune se compose de cinq quartiers :
- Budín
- Mrchojedy
- Přívlaky
- Samopše
- Talmberk

## Jeu Vidéo
La ville de Samopesch a été reconstituée dans le jeu Kingdom Come : Delivrance.